# Fjällstjärnmossa
Fjällstjärnmossa (Mnium thomsonii) är en bladmossart som beskrevs av W. P. Schimper 1876. Fjällstjärnmossa ingår i släktet stjärnmossor, och familjen Mniaceae. Arten är reproducerande i Sverige. Inga underarter finns listade i Catalogue of Life.

## Bildgalleri

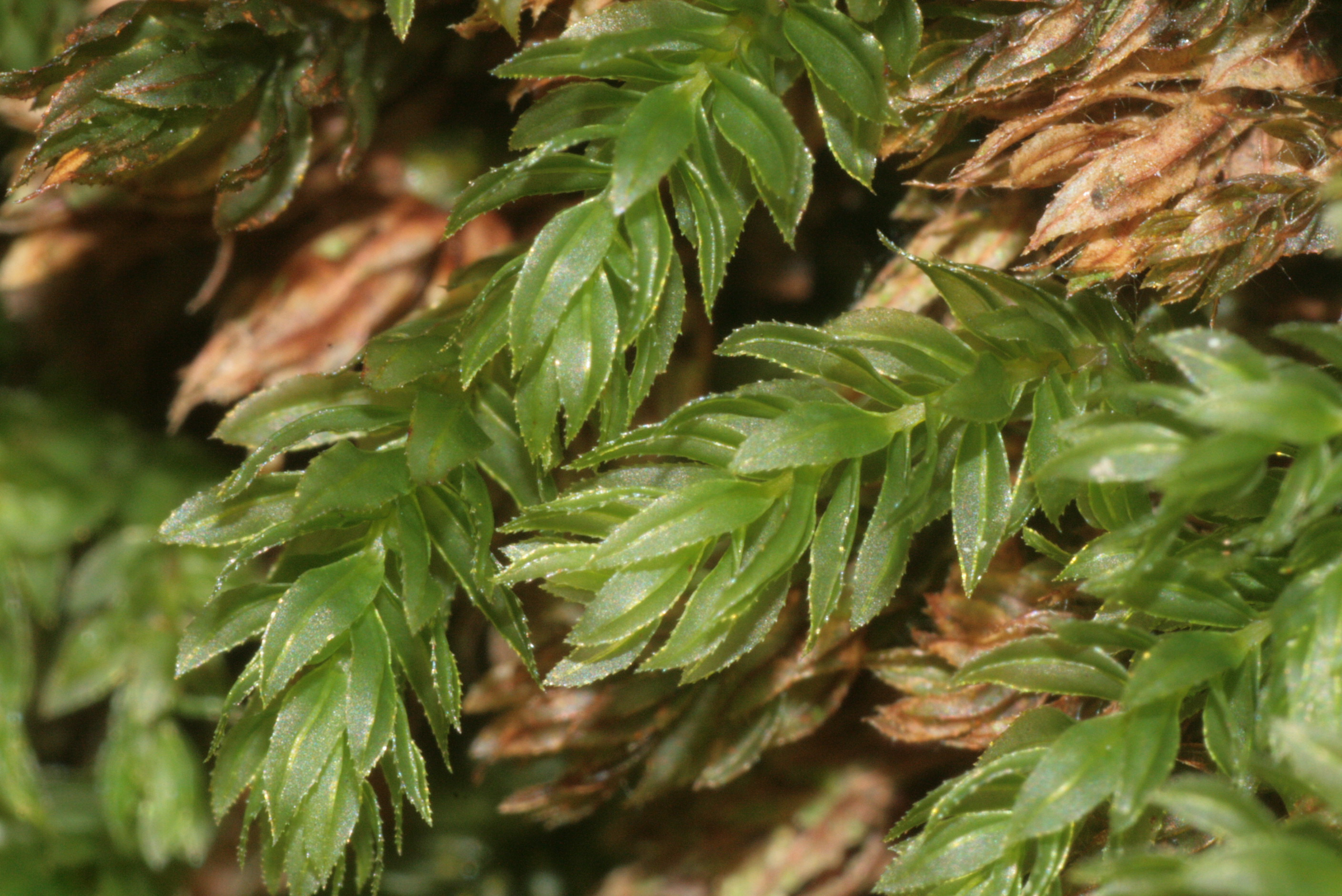
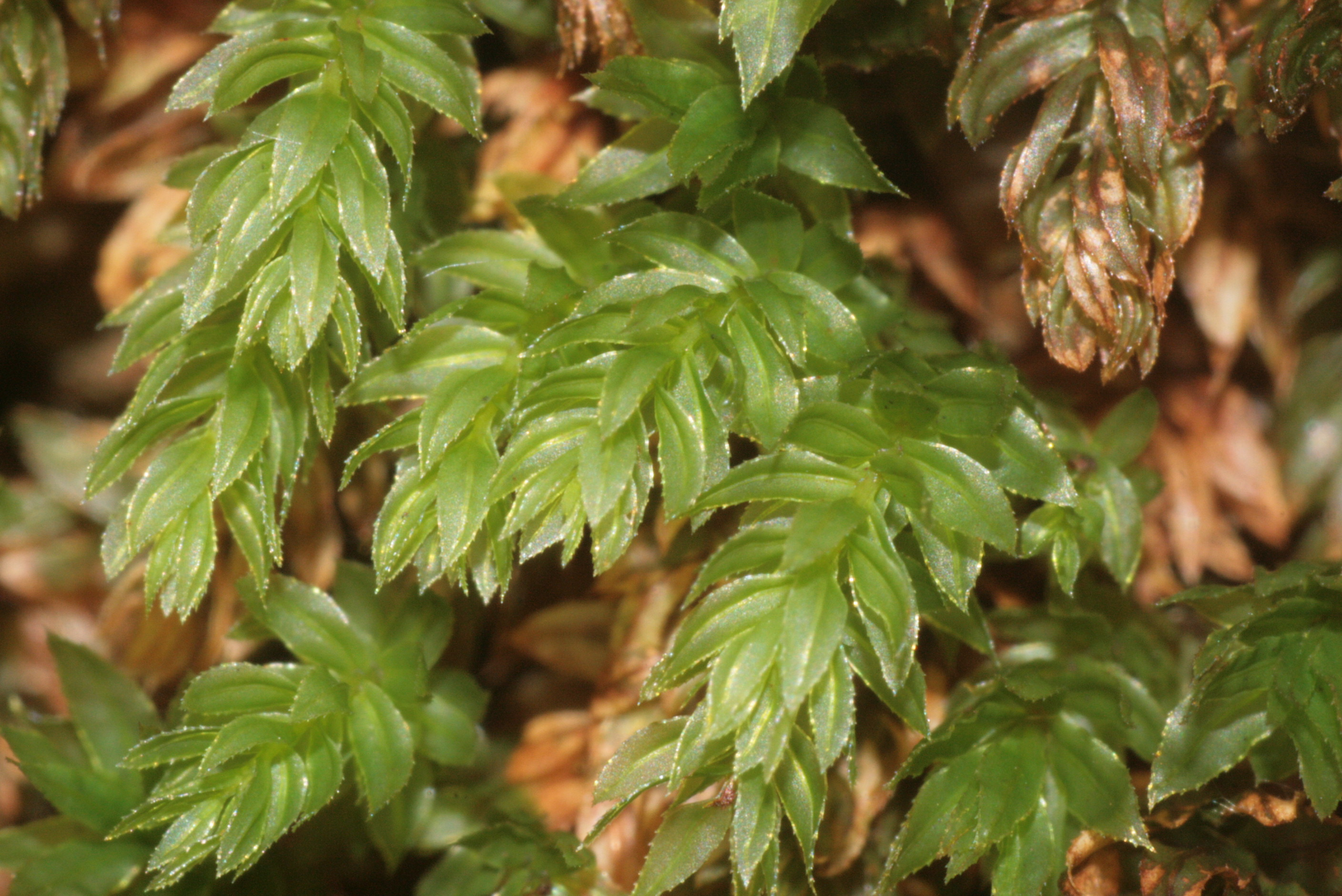
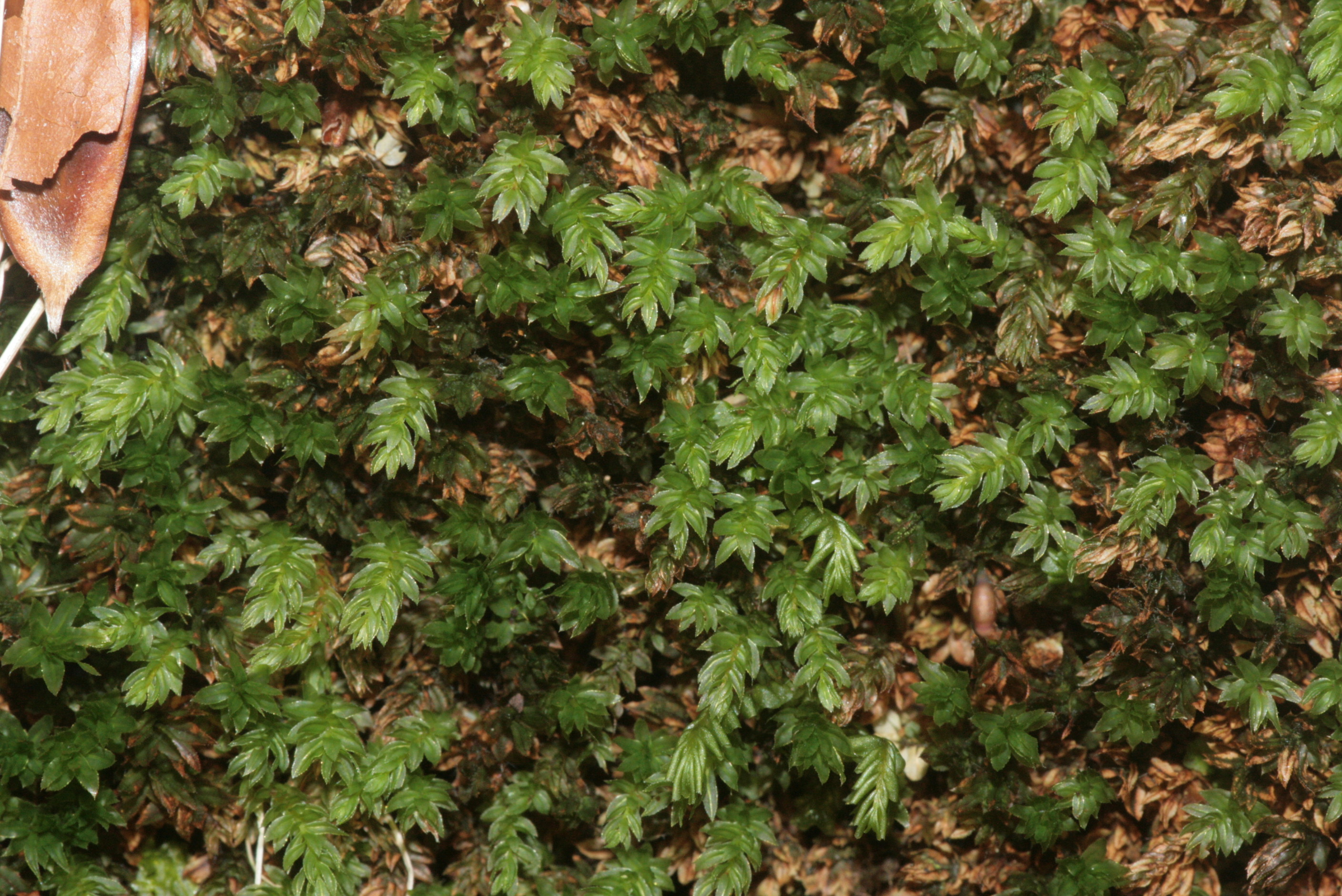
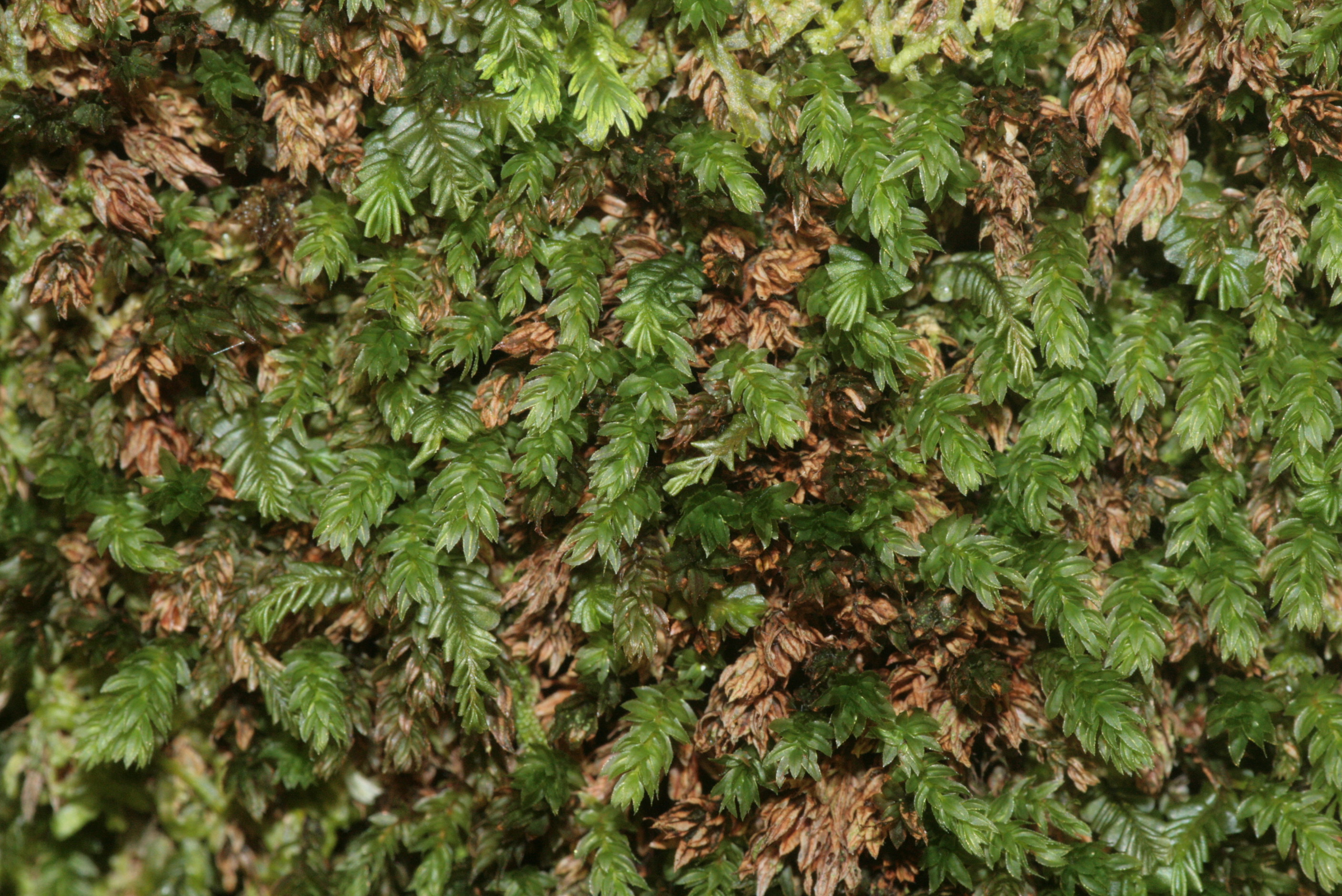